# 척 맥컨

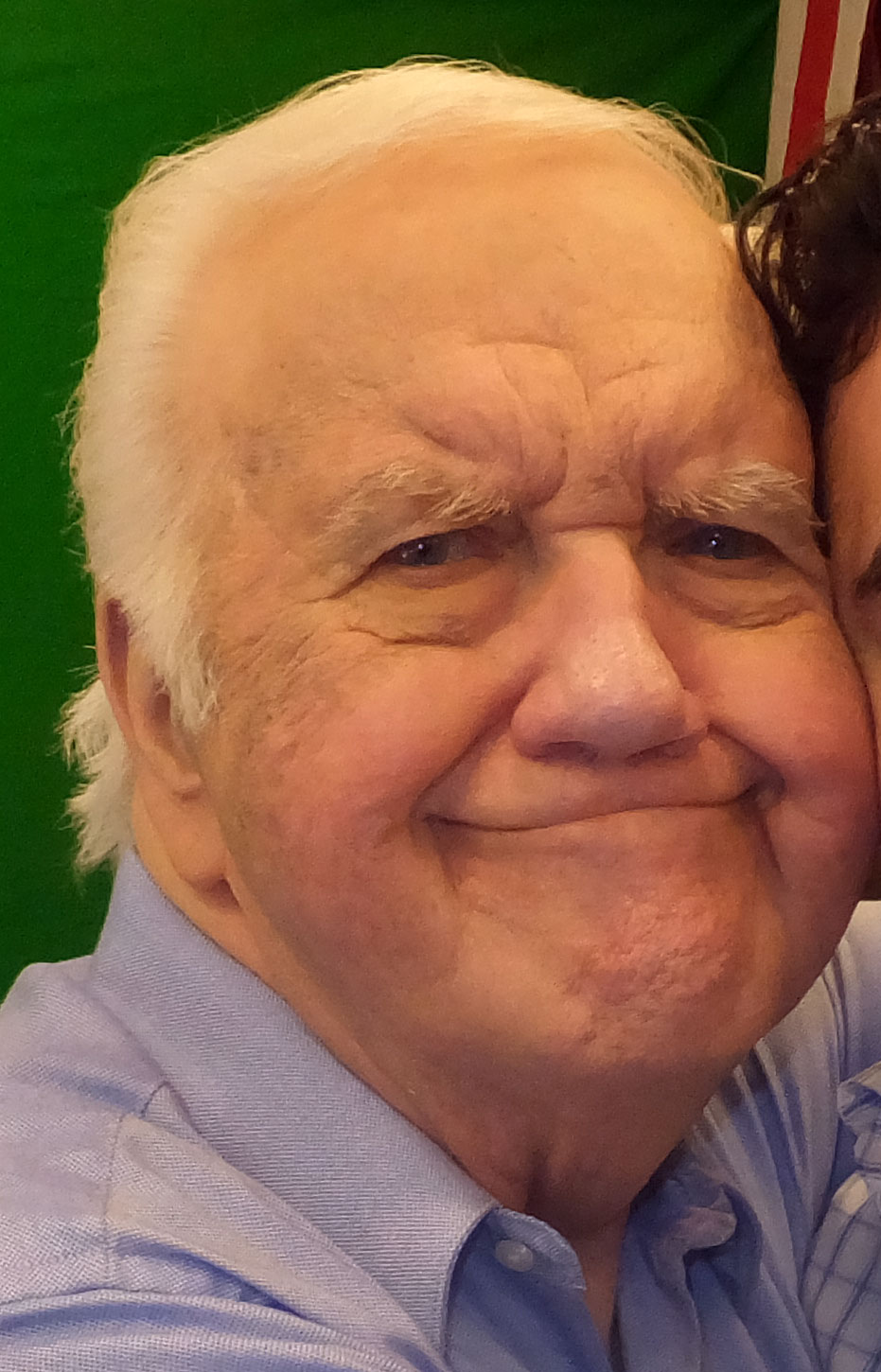

척 매캔(Charles Jonathan Thomas McCann, 영어 발음: /məˈkæn/, 1934년 9월 2일 ~ 2018년 4월 8일)은 미국의 배우, 영화 감독, 영화 제작자, 무용가, 성우, 가수, 각본가, 텔레비전 제작자이다.
브루클린에서 태어났으며 로스앤젤레스에서 사망하였다. 사인은 심부전이다.  포리스트 론 메모리얼 파크에 매장되었다.

## 출연 작품
- 나이트 클럽 (2011년)
- 호러윈 (2011, Horrorween)
- 시민 제인 (2009년)
- TV의 선구자 (2008년) - 본인 역
- 트라잉 투 겟 굿: 더 재즈 오디세이 오브 잭 셀던 (2008년) - 본인 역
- 하늘을 보라 - 슈퍼맨의 놀라운 이야기 (2006년) - 본인 역
- 아리스토캣 (2005년)
- 미키의 크리스마스 선물 (2004년)
- 실버 서퍼 (1998년)
- 못말리는 드라큐라 (1995년)
- 마이애미 캅 (1994년)
- 못말리는 로빈 훗 (1993년)
- Frosty Returns (1993)
- 스토리빌 (1992년)
- 리오 파괴 작전 (1990년)
- 욕심쟁이 오리 아저씨-잃어버린 램프의 보물 (1990년)
- 댓츠 애디쿼트 (1989년)
- 링 레이더스 (1989년)
- 신비의 카메론 (1989년)
- 지.아이.조: 더 무비 (1987년)
- 트래쉰 (1986, Thrashin') - 샘 플러드 역
- 햄버거 (1986년)
- 매 웨스트 (1982년)
- 파울 플레이 (1978년)
- 생존 (1976년)
- 무성 영화 (1976년)
- 린다 러브레이스를 대통령으로 (1975년)
- 허비 - 돌아오다 (1974년)
- 걸 모스트 라이크리 투 (1973년)
- 플레이 잇 애즈 잇 레이스 (1972년)
- 제니퍼 온 마이 마인드 (1971년)
- 스누피 - 찰리 브라운이라 불리는 소년 (1969년)
- 마음은 외로운 사냥꾼 (1968년)

### 텔레비전
- 토마토 대소동 - TV시리즈 (1990년)
- 사랑의 유람선 (1977년)
- 낫츠 랜딩 (1979년)
- 지.아이. 조 - 1985년 시리즈 (1985년)
- 데이빗 프로스트 쇼 (1969년)
- 보스턴 리걸 시즌5
- 파워퍼프 걸 - TV 시리즈 (1998년)
- 여형사 페페 (1974년)